# Open Nederlandse kampioenschappen zwemmen 2009
De Open Nederlandse kampioenschappen zwemmen 2009 werden gehouden van 12 tot en met 14 juni 2009 in het Pieter van den Hoogenband Zwemstadion in Eindhoven.

## Medaillespiegel
| Plaats | Club                  | Goud | Zilver | Brons | Totaal |
| 1      | Eiffel Swimmers PSV   | 17   | 11     | 6     | 34     |
| 2      | NZA                   | 7    | 8      | 9     | 24     |
| 3      | AZ&PC                 | 5    | 6      | 5     | 16     |
| 4      | De Dolfijn            | 4    | 1      | 2     | 7      |
| 5      | KNZB                  | 4    | 0      | 1     | 5      |
| 6      | WVZ                   | 2    | 2      | 2     | 6      |
| 7      | MNC Dordrecht         | 1    | 0      | 0     | 1      |
| 8      | ZV Orca               | 0    | 3      | 0     | 3      |
| 9      | ZV Vlaardingen        | 0    | 2      | 1     | 3      |
| 10     | Team Groningen        | 0    | 1      | 3     | 4      |
| 11     | DZ&PC                 | 0    | 1      | 1     | 2      |
| 11     | Hellas-Glana          | 0    | 1      | 1     | 2      |
| 13     | OZ&PC                 | 0    | 1      | 0     | 1      |
| 13     | ZPC Bikkel Hoogeveen  | 0    | 1      | 0     | 1      |
| 15     | Comité de Provence    | 0    | 0      | 5     | 5      |
| 16     | TriVia                | 0    | 0      | 2     | 2      |
| 16     | Zwemlust/Utrecht (SG) | 0    | 0      | 2     | 2      |
| 18     | TriVia                | 0    | 0      | 1     | 1      |
| Totaal | Totaal                | 40   | 40     | 41    | 121    |

## Podia

### Legenda
- NR = Nederlands record
- NRv = Nederlands record verenigingen
- NRJ = Nederlands record jeugd
- NR18 = Nederlands record 18 jaar
- NR16 = Nederlands record 16 jaar
- CR = Kampioenschaps record

### Mannen
| Onderdeel            | Goud                                                                                     | Goud        | Zilver                                                                                         | Zilver   | Brons                                                                         | Brons    |
| -------------------- | ---------------------------------------------------------------------------------------- | ----------- | ---------------------------------------------------------------------------------------------- | -------- | ----------------------------------------------------------------------------- | -------- |
| Vrije slag           |                                                                                          |             |                                                                                                |          |                                                                               |          |
| 50 m                 | Arjan van der Plaat MNC Dordrecht                                                        | 23,15       | Rudy Ted de Haan Team Groningen                                                                | 23,22    | Nosy Pelagie Comité de Provence                                               | 23,35    |
| 100 m                | Sebastiaan Verschuren NZA                                                                | 49,45       | Stefan de Die NZA                                                                              | 50,53    | Joost Reijns NZA                                                              | 50,57    |
| 200 m                | Sebastiaan Verschuren NZA                                                                | 1.48,50     | Joost Reijns NZA                                                                               | 1.50,68  | Joeri Verlinden Eiffel Swimmers PSV                                           | 1.51,06  |
| 400 m                | Sebastiaan Verschuren NZA                                                                | 3.51,17     | Tom Vangeneugden Eiffel Swimmers PSV                                                           | 3.54,47  | Job Kienhuis Eiffel Swimmers PSV                                              | 3.55,28  |
| 800 m                | Job Kienhuis Eiffel Swimmers PSV                                                         | 7.57,48 NR  | Arjen van der Meulen Eiffel Swimmers PSV                                                       | 8.19,98  | Bryan Mannaart WVZ                                                            | 8.21,27  |
| 1500 m               | Job Kienhuis Eiffel Swimmers PSV                                                         | 15.10,31 NR | Bryan Mannaart WVZ                                                                             | 16.05,22 | Enzo Murzilli Comité de Provence                                              | 16.24,73 |
| Rugslag              |                                                                                          |             |                                                                                                |          |                                                                               |          |
| 50 m                 | Bastiaan Lijesen Eiffel Swimmers PSV                                                     | 25,91 CR    | Jan Kersten De Columbiaan                                                                      | 26,79    | Robert Yallop AZ&PC Nathan Fraysse Comité de Provence                         | 27,09    |
| 100 m                | Bastiaan Lijesen Eiffel Swimmers PSV                                                     | 56,33       | Jurjen Willemsen Eiffel Swimmers PSV                                                           | 57,33    | Nathan Fraysse Comité de Provence                                             | 58,68    |
| 200 m                | Bastiaan Lijesen Eiffel Swimmers PSV                                                     | 2.03,13     | Arvid Munsters Eiffel Swimmers PSV                                                             | 2.08,32  | Nathan Fraysse Comité de Provence                                             | 2.09,63  |
| Schoolslag           |                                                                                          |             |                                                                                                |          |                                                                               |          |
| 50 m                 | Robin van Aggele AZ&PC                                                                   | 28,68       | Thijs van Valkengoed WVZ                                                                       | 29,19    | Rudy Ted de Haan Team Groningen                                               | 29,25    |
| 100 m                | Thijs van Valkengoed WVZ                                                                 | 1.02,52     | Lennart Stekelenburg NZA                                                                       | 1.02,73  | Devi Wolthuizen TriVia                                                        | 1.04,15  |
| 200 m                | Thijs van Valkengoed WVZ                                                                 | 2.17,21     | Lennart Stekelenburg NZA                                                                       | 2.17,77  | Rutger Sloof NZA                                                              | 2.20,38  |
| Vlinderslag          |                                                                                          |             |                                                                                                |          |                                                                               |          |
| 50 m                 | Joeri Verlinden Eiffel Swimmers PSV                                                      | 24,09       | Bastiaan Tamminga Eiffel Swimmers PSV                                                          | 24,36    | Jeroen Stuut TriVia                                                           | 24,48    |
| 100 m                | Joeri Verlinden Eiffel Swimmers PSV                                                      | 53,08 CR    | Jeroen Stuut TriVia                                                                            | 55,08    | Marc Kremer Team Groningen                                                    | 55,27    |
| 200 m                | Joeri Verlinden Eiffel Swimmers PSV                                                      | 2.01,04     | Jurjen Willemsen Eiffel Swimmers PSV                                                           | 2.03,43  | Wouter Houtman Eiffel Swimmers PSV                                            | 2.04,02  |
| Wisselslag           |                                                                                          |             |                                                                                                |          |                                                                               |          |
| 200 m                | Robin van Aggele AZ&PC                                                                   | 2.05,32     | Bram Dekker Eiffel Swimmers PSV                                                                | 2.05,88  | Davy Verreussel Hellas-Glana                                                  | 2.06,85  |
| 400 m                | Robin van Aggele AZ&PC                                                                   | 4.28,21     | Davy Verreussel Hellas-Glana                                                                   | 4.28,65  | Bram Dekker Eiffel Swimmers PSV                                               | 4.32,56  |
| Vrije slag estafette |                                                                                          |             |                                                                                                |          |                                                                               |          |
| 4×100 m              | De Dolfijn 1 Joost Reijns Bas van Velthoven Stefan de Die Sebastiaan Verschuren          | 3.20,78 NRv | Eiffel Swimmers PSV 1 Rutger van Oosterhout Joeri Verlinden Bastiaan Tamminga Allen Lindenberg | 3.25,33  | AZ&PC 1 Mike Marissen Ewoud Tamminga Joran Barends Robin van Aggele           | 3.26,35  |
| 4×200 m              | Eiffel Swimmers PSV 1 Arjen van der Meulen Tom Vangeneugden Job Kienhuis Joeri Verlinden | 7.28,25     | AZ&PC 1 Mike Marissen Ewoud Tamminga Joran Barends Robin van Aggele                            | 7.47,33  | WVZ 1 Raymond van de Merwe Bryan Mannaart Wouter Smeets Martijn Smeets        | 7.59,43  |
| Wisselslag estafette |                                                                                          |             |                                                                                                |          |                                                                               |          |
| 4×100 m              | Eiffel Swimmers PSV 1 Bastiaan Lijesen Bram Dekker Joeri Verlinden Rutger van Oosterhout | 3.42,97 CR  | AZ&PC 1 Joran Barends Robin van Aggele Ewoud Tamminga Mike Marissen                            | 3.48,25  | Team Groningen 1 Rory Bob de Haan Rudy Ted de Haan Marc Kremer Timon Evenhuis | 3.54,06  |

### Vrouwen
| Onderdeel            | Goud                                                                                                  | Goud                  | Zilver                                                                                             | Zilver       | Brons                                                                                   | Brons    |
| -------------------- | --- | --------------------- | -------------------------------------------------------------------------------------------------- | ------------ | --------------------------------------------------------------------------------------- | -------- |
| Vrije slag           | |                       | |              |                                                                                         |          |
| 50 m                 | Chantal Groot NZA                                                                                     | 25,41                 | Ilse Kraaijeveld ZV Orca                                                                           | 25,49        | Saskia de Jonge NZA                                                                     | 25,92    |
| 100 m                | Femke Heemskerk NZA                                                                                   | 54,04                 | Ilse Kraaijeveld ZV Orca                                                                           | 55,26        | Saskia de Jonge NZA                                                                     | 55,31    |
| 200 m                | Femke Heemskerk NZA                                                                                   | 1.57,84 CR            | Rieneke Terink AZ&PC                                                                               | 2.00,46      | Saskia de Jonge NZA                                                                     | 2.00,51  |
| 400 m                | Sharon van Rouwendaal KNZB                                                                            | 4.11,35 NRJ, NR16, CR | Femke Heemskerk NZA                                                                                | 4.13,33      | Rieneke Terink AZ&PC                                                                    | 4.14,82  |
| 800 m                | Sharon van Rouwendaal KNZB                                                                            | 8.44,32               | Rieneke Terink AZ&PC                                                                               | 8.56,41      | Lieke Verouden AZ&PC                                                                    | 9.02,40  |
| 1500 m               | Sharon van Rouwendaal KNZB                                                                            | 16.47,63 CR           | Marieke Nijhuis OZ&PC                                                                              | 17.30,72     | Marion van den Berg DWK                                                                 | 17.31,31 |
| Rugslag              | |                       | |              |                                                                                         |          |
| 50 m                 | Hinkelien Schreuder Eiffel Swimmers PSV                                                               | 29,04                 | Kimberley Albers ZV Vlaardingen                                                                    | 29,45        | Anja van der Hout De Dolfijn                                                            | 30,09    |
| 100 m                | Sharon van Rouwendaal KNZB                                                                            | 1.02,72               | Kimberley Albers ZV Vlaardingen                                                                    | 1.03,21      | Wendy van der Zanden Eiffel Swimmers PSV                                                | 1.03,31  |
| 200 m                | Wendy van der Zanden Eiffel Swimmers PSV                                                              | 2.14,72               | Mariët Koster ZPC Bikkel Hoogeveen                                                                 | 2.16,88      | Kimberley Albers ZV Vlaardingen                                                         | 2.17,19  |
| Schoolslag           | |                       | |              |                                                                                         |          |
| 50 m                 | Moniek Nijhuis De Dolfijn                                                                             | 31,46 CR              | Tessa Brouwer NZA                                                                                  | 32,05 NR18   | Eline Boers NZA                                                                         | 32,89    |
| 100 m                | Moniek Nijhuis De Dolfijn                                                                             | 1.08,42 CR            | Tessa Brouwer NZA                                                                                  | 1.09,76 NR18 | Lia Dekker DZ&PC                                                                        | 1.10,11  |
| 200 m                | Loes Zanderink AZ&PC                                                                                  | 2.32,30               | Lia Dekker DZ&PC                                                                                   | 2.33,20      | Tessa Brouwer NZA                                                                       | 2.34,14  |
| Vlinderslag          | |                       | |              |                                                                                         |          |
| 50 m                 | Hinkelien Schreuder Eiffel Swimmers PSV                                                               | 26,31                 | Chantal Groot NZA                                                                                  | 26,69        | Kelly de Jong NZA                                                                       | 27,49    |
| 100 m                | Chantal Groot NZA                                                                                     | 59,52                 | Ranomi Kromowidjojo Eiffel Swimmers PSV                                                            | 59,72        | Jessica Spruit Eiffel Swimmers PSV                                                      | 1.00,89  |
| 200 m                | Marleen Veldhuis Eiffel Swimmers PSV                                                                  | 2.14,39               | Jessica Spruit Eiffel Swimmers PSV                                                                 | 2.15,06      | Ilse van Hoorn Zwemlust/Utrecht (SG)                                                    | 2.24,48  |
| Wisselslag           | |                       | |              |                                                                                         |          |
| 200 m                | Hinkelien Schreuder Eiffel Swimmers PSV                                                               | 2.17,04               | Rieneke Terink AZ&PC                                                                               | 2.17,20      | Sharon van Rouwendaal KNZB                                                              | 2.18,07  |
| 400 m                | Rieneke Terink AZ&PC                                                                                  | 4.50,27 CR            | Lieke Verouden AZ&PC                                                                               | 4.56,79      | Lona Kroese NZA                                                                         | 4.59,38  |
| Vrije slag estafette | |                       | |              |                                                                                         |          |
| 4×100 m              | Eiffel Swimmers PSV 1 Hinkelien Schreuder Wendy van der Zanden Maud van der Meer Clarissa van Rheenen | 3.47,42               | De Dolfijn 1 Anja van der Hout Willemijn Knot Chantal Groot Lona Kroese                            | 3.51,31      | Zwemlust/Utrecht (SG) 1 Malissa van der Horst Anne Boomars Ilse van Hoorn Elise Bouwens | 3.52,78  |
| 4×200 m              | Eiffel Swimmers PSV 1 Clarissa van Rheenen Hinkelien Schreuder Jessica Spruit Wendy van der Zanden    | 8.17,10               | ZV Orca Ilse Kraaijeveld Wendan Poelstra Femke Leenstra Marloes Oldenburg                          | 8.26,45      | AZ&PC 1 Lieke Verouden Lotte Wilms Rachelle Visser Rieneke Terink                       | 8.30,22  |
| Wisselslag estafette | |                       | |              |                                                                                         |          |
| 4×100 m              | De Dolfijn 1 Femke Heemskerk Moniek Nijhuis Chantal Groot Lona Kroese                                 | 4.08,01 NRv, CR       | Eiffel Swimmers PSV 1 Wendy van der Zanden Hinkelien Schreuder Jessica Spruit Clarissa van Rheenen | 4.15,23      | De Dolfijn 2 Anja van der Hout Tessa Brouwer Kelly de Jong Willemijn Knot               | 4.17,20  |